# Carol Reed
Sir Carol Reed (Londra, 30 dicembre 1906 – Londra, 25 aprile 1976) è stato un regista e produttore cinematografico britannico.

## Biografia
Figlio illegittimo del grande impresario teatrale Sir Herbert Beerbohm Tree, fondatore della Royal School Dramatic Art, Carol Reed crebbe con la madre, Beatrice Mae Pinney, in un appartamento che Tree mise loro a disposizione in una zona lontana da dove risiedeva la sua famiglia ufficiale. La sua condizione non lo mise in difficoltà, frequentò la scuola con profitto e iniziò ben presto a coltivare il sogno di seguire le orme paterne, prospettiva che il genitore approvava. Di parere opposto, la madre di Reed obbligò il figlio a raggiungere nel 1922 il Massachusetts, nella speranza che cambiasse idea. Dopo aver lavorato per un paio d'anni come contadino, nel 1924 Reed tornò in Gran Bretagna, dove si unì a una compagnia teatrale e nel 1927 iniziò a collaborare con Edgar Wallace, in qualità di suo assistente personale.
Nel 1930 entrò nel mondo del cinema come assistente alla regia di Basil Dean. Il suo primo film degno di nota fu Fiamme di passione (1938), un curioso melodramma interpretato da John Davis Lodge. Due anni più tardi diresse E le stelle stanno a guardare (1940), un'opera di denuncia sociale sulle terribili condizioni di vita della classe operaia inglese, in cui si narrano le vicende di un gruppo di minatori. L'anno dopo partecipò alla seconda guerra mondiale al seguito delle truppe britanniche e il materiale che girò gli valse un Premio Oscar nel 1946 per il miglior documentario. Nel 1947 diresse Fuggiasco (1947), intenso film drammatico con James Mason, storia della fuga di un rivoluzionario irlandese, braccato dalla polizia per aver ucciso un uomo durante una rapina. Il film è strutturato in modo originale, mescolando l'intreccio melodrammatico con spunti di critica sociale ed elementi ironici.
L'anno dopo seguì Idolo infranto (1948), tratto da un racconto di Graham Greene (che lavorò con il regista alla sceneggiatura). La collaborazione con lo scrittore si ripeté nel 1949 per Il terzo uomo (1949), un film di spionaggio con Joseph Cotten e Orson Welles, che vinse la Palma d'oro al festival di Cannes. Dopo alcuni lavori deludenti o più modesti, come Trapezio (1956), Reed ritornò a collaborare con Greene e realizzò Il nostro agente all'Avana (1958), tratto da un romanzo dello stesso scrittore, una satira sullo spionaggio e i suoi cliché interpretata da Alec Guinness. Nel 1962 Reed venne chiamato in America a dirigere Marlon Brando ne Gli ammutinati del Bounty (1962), ma dopo sei mesi di riprese ostacolate da continui scontri con il divo, Reed abbandonò la regia del film. Nel 1968 diresse una riduzione del romanzo Oliver Twist dal titolo Oliver! (1968), che fu premiata con un Oscar al miglior film e fu la sua ultima opera di un certo spessore, cui seguirono i deludenti Sergente Flep indiano ribelle (1970) e Detective privato... anche troppo (1972).
Vincitore di diversi premi internazionali, tra cui tre BAFTA al miglior film e un Premio Oscar per la miglior regia per Oliver! nel 1969, Carol Reed morì a Londra nel 1976 per un attacco cardiaco.

## Vita privata
Nel 1943 si sposò con Diana Wynyard. Nel 1947, dopo il divorzio, sposò un'altra attrice, Penelope Dudley-Ward, da cui ebbe un figlio, Max.

## Filmografia

### Regista

#### Lungometraggi
- It Happened in Paris (1935) – Non accreditato (co-regia con Robert Wyler)
- Midshipman Easy (1935)
- Laburnum Grove (1936)
- La voce del diavolo (Talk of the Devil) (1936)
- Who's Your Lady Friend? (1937)
- Fiamme di passione (Bank Holiday) (1938)
- Penny Paradise (1938)
- Climbing High (1938)
- A Girl Must Live (1939)
- E le stelle stanno a guardare (The Stars Look Down) (1940)
- Night Train to Munich (1940)
- The Girl in the News (1940)
- Kipps (1941)
- Il nemico di Napoleone (The Young Mr. Pitt) (1942)
- La via della gloria (The Way Ahead) (1944)
- La vera gloria (1945) – Documentario
- Fuggiasco (Odd Man Out) (1947)
- Idolo infranto (The Fallen Idol) (1948)
- Il terzo uomo (The Third Man) (1949)
- L'avventuriero della Malesia (Outcast of the Islands) (1951)
- Accadde a Berlino (The Man Between) (1953)
- Domani splenderà il sole (A Kid for Two Farthings) (1955)
- Trapezio (Trapeze) (1956)
- La chiave (The Key) (1958)
- Il nostro agente all'Avana (Our Man in Havana) (1959)
- Un buon prezzo per morire (The Running Man) (1963)
- Il tormento e l'estasi (The Agony and the Ecstasy) (1965)
- Oliver! (1968)
- Sergente Flep indiano ribelle (Flap) (1970)
- Detective privato... anche troppo (Follow Me!) (1972)

#### Cortometraggi
- A Letter from Home (1941)
- We Serve (1942)
- The New Lot (1943)

### Produttore
- Fuggiasco (Odd Man Out), regia di Carol Reed (1947)
- Idolo infranto (The Fallen Idol), regia di Carol Reed (1948)
- Il terzo uomo (The Third Man), regia di Carol Reed (1949)
- L'avventuriero della Malesia (Outcast of the Islands), regia di Carol Reed (1951)
- Accadde a Berlino (The Man Between), regia di Carol Reed (1953)

- Domani splenderà il sole (A Kid for Two Farthings), regia di Carol Reed (1955)
- Il nostro agente all'Avana (Our Man in Havana), regia di Carol Reed (1959)
- Un buon prezzo per morire (The Running Man), regia di Carol Reed (1963)
- Il tormento e l'estasi (The Agony and the Ecstasy), regia di Carol Reed (1965) – Non accreditato

## Riconoscimenti
- Premio Oscar
  - 1950 – Candidatura per il miglior regista per Idolo infranto
  - 1951 – Candidatura per il miglior regista per Il terzo uomo
  - 1969 – Miglior regista per Oliver!
- Golden Globe
  - 1969 – Candidatura per il miglior regista per Oliver!
- British Academy Film Awards
  - 1949 – Miglior film britannico per Idolo infranto
  - 1969 – Candidatura per il miglior film per Oliver!
  - 1969 – Candidatura per il miglior regista per Oliver!
- Festival di Cannes
  - 1949 – Grand Prix du Festival International du Film per Il terzo uomo
  - 1955 – Candidatura alla Palma d'oro per Domani splenderà il sole
- Mostra internazionale d'arte cinematografica di Venezia
  - 1947 – Premio della Biennale per speciali meriti artistici al regista per Fuggiasco
  - 1947 – Candidatura al Gran Premio Internazionale di Venezia per il miglior film per Fuggiasco
  - 1948 – Candidatura al Gran Premio Internazionale di Venezia per il miglior film per Idolo infranto
- Festival internazionale del cinema di Berlino
  - 1956 – Orso di bronzo, premio del pubblico per Trapezio
  - 1956 – Candidatura all'Orso d'oro per Trapezio

- Directors Guild of America Award
  - 1950 – Candidatura per il miglior regista cinematografico per Il terzo uomo
  - 1957 – Candidatura per il miglior regista cinematografico per Trapezio
  - 1961 – Candidatura per il miglior regista cinematografico per Il nostro agente all'Avana
  - 1969 – Candidatura per il miglior regista cinematografico per Oliver!
- New York Film Critics Circle Awards
  - 1940 – Candidatura per il miglior regista per Night Train to Munich
  - 1949 – Miglior regista per Idolo infranto
  - 1968 – Candidatura per il miglior regista per Oliver!
- Premio Bodil
  - 1950 – Miglior film europeo per Idolo infranto
- Festival cinematografico internazionale di Mosca
  - 1969 – Premio speciale per Oliver!
  - 1969 – Candidatura al Premio d'Oro per Oliver!